# Penzance
Penzance (Limba cornică: Pensans) este un oraș în comitatul Cornwall, regiunea South West, Anglia. Orașul se află în districtul Penwith a cărui reședință este.